# 2001年のバレーボール
< 2001年 | 2001年のスポーツ
2001年のバレーボール（2001ねんのバレーボール）では、2001年（平成13年）のバレーボール関連の出来事をまとめる。

## できごと
- 3月 - 日立ベルフィーユが廃部。
- 4月 - タイで製作されたコメディ映画『アタック・ナンバーハーフ』が日本で公開[1]。
- 6月 - イトーヨーカドープリオールが休部（事実上の廃部）。
- 8月 - イトーヨーカドープリオールの監督以下選手16名とスタッフ6名が、武富士社員として全体移籍することとなった（武富士バンブーの誕生）。

## 国際大会
- グラチャン
  - 男子
    - 金メダル： キューバ
    - 銀メダル： ブラジル
    - 銅メダル： ユーゴスラビア

  - 女子
    - 金メダル： 中国
    - 銀メダル： ロシア
    - 銅メダル： 日本

- ワールドリーグ
  - 1位： ブラジル
  - 2位： イタリア
  - 3位： ロシア

- ワールドグランプリ
  - 1位： アメリカ合衆国
  - 2位： 中国
  - 3位： ロシア

- 欧州チャンピオンズリーグ
  - 男子
    - 1位： パリ・バレー
    - 2位： シスレー・トレヴィーゾ
    - 3位： ピアッジョ・ローマ

  - 女子
    - 1位： Volley Modena
    - 2位： Capo Sud Reggio Calabria
    - 3位： Ouralotchka Iekaterinbourg

- AVCアジアクラブ選手権
  - 男子
    - 1位： サムスン火災海上保険
    - 2位： サントリーサンバーズ
    - 3位： 上海有線

  - 女子
    - 1位： 上海有線
    - 2位： 久光製薬スプリングアタッカーズ
    - 3位： Aero Thai

## 国内大会

### 日本
- 第7回Vリーグ
  - 男子
    - 優勝：サントリー
    - 準優勝：JT
    - MVP：ジルソン・ベルナルド

  - 女子
    - 優勝：東洋紡
    - 準優勝：久光製薬
    - MVP：吉原知子

- 第8回V1リーグ
  - 男子
    - 優勝：豊田合成
    - 準優勝：NTT東日本宮城

  - 女子
    - 優勝：日立佐和
    - 準優勝：茂原アルカス

- 第50回黒鷲旗全日本選手権
  - 男子
    - 優勝：JT
    - 準優勝：サントリー
    - 黒鷲賞：サベリエフ

  - 女子
    - 優勝：NEC
    - 準優勝：東洋紡
    - 黒鷲賞：竹下佳江

- 第32回全国高校選抜
  - 男子
    - 優勝：深谷（埼玉）
    - 準優勝：足利工大附（栃木）

  - 女子
    - 優勝：三田尻女（山口）
    - 準優勝：九州文化学園（長崎）

- 高校総体
  - 男子
    - 優勝：深谷（埼玉）
    - 準優勝：岡谷工（長野）

  - 女子
    - 優勝：三田尻女（山口）
    - 準優勝：九州文化学園（長崎）